# Schwartzman Scholars
Schwarzman Scholars, grundat 2013 av den amerikanske finansmannen Stephen A. Schwarzman, är ett internationellt stipendieprogram avsett att stimulera framtida internationellt ledarskap.
Utbildning planeras att starta 2016 för ett års magisterutbildning vid Tsinghuauniversitetet i Beijing i Kina för 200 studenter årligen. För ändamålet uppförs byggnaden Schwarzman College på universitetsområdet.
[uppföljning saknas]
Stipendieprogrammet har modellerats efter det 1902 instiftade Rhodes Scholarship. Schwarzman Scholars är upplagt för att en framtida elit inom näringsliv, offentlig verksamhet, vetenskap och teknologi, rättsväsende och den ideella sektorn ska få större kunskap om Kina och kunna engagera sig i ett samarbete med landet när det växer fram som världens största ekonomi. Av studenterna avses 45% komma från USA, 20% från Kina och 35% från andra länder.